# Radużny
Radużny (ros. Радужный) – miasto w Rosji, w Chanty-Mansyjskim Okręgu Autonomicznym - Jugrze. Miasto Radużny leży w Rejonie Niżniewartowskim, administracyjnie nie wchodzi jednak w jego skład, stanowiąc miasto wydzielone Chanty-Mansyjskiego OA - Jugry.
Radużny nad rzeką Agan i liczy 47.904 mieszkańców (2005 r.).
Miasto zostało założone w 1973 r., w związku z eksploatacją złóż ropy naftowej i gazu ziemnego. Prawa miejskie od roku 1985.
W Radużnym znajduje się lotnisko międzynarodowe.
Podstawę gospodarki miasta stanowi przemysł związany z wydobywaną w położonym dokoła Radużnego Rejonie Niżniewartowskim ropą naftową i gazem ziemnym.